# Saint-Vaast-lès-Mello
Saint-Vaast-lès-Mello é uma comuna francesa na região administrativa de Altos da França, no departamento de Oise. Estende-se por uma área de 7,97 km². Em 2010 a comuna tinha 1 061 habitantes (densidade: 133,1 hab./km²).